# Sprayhood

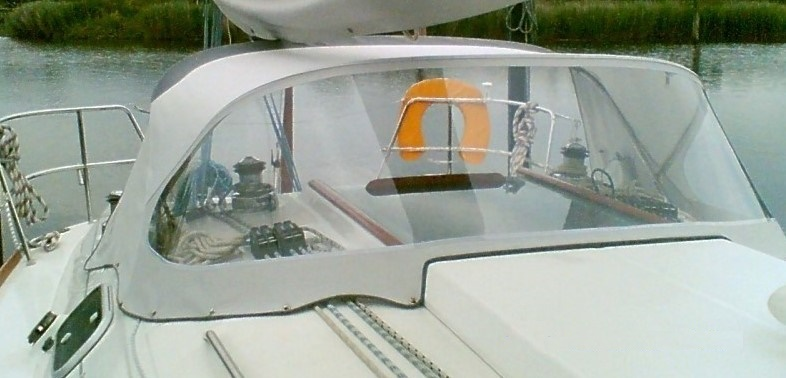
Sprayhood

Als Sprayhood (engl. für Spritzhaube) wird ein Halb-Verdeck von Yachten bezeichnet.
Es besteht aus Tuch, häufig Acrylfaser oder Polyester einseitig Acrylat- oder PU beschichtet, in das Plastikfenster aus PVC-Folie eingenäht sind, aufgespannt von einer variablen und häufig umlegbaren halbrunden Konstruktion aus Edelstahl- oder Aluminiumrohren, meist mit beweglichen Spezialbeschlägen befestigt. Sie schützt den Niedergang und den Vorderteil des Cockpits vor Regen und Spritzwasser bei Wind von der Seite und vorn.
Gelegentlich wird sie zu einer Bimini oder Kuchenbude verlängert.